# سیارک ۴۰۴۳۶
سیارک ۴۰۴۳۶ (به انگلیسی: 40436 Sylviecoyaud، نامگذاری:1999RQ32) چهل هزار و چهارصد و سی و ششمین سیارک کشف شده‌است که در ۱۰ سپتامبر ۱۹۹۹ کشف شد.